# Oligia latireptana
Oligia latireptana là một loài bướm đêm trong họ Noctuidae.